# SN 2004ed
SN 2004ed – supernowa typu II odkryta 2 września 2004 roku w galaktyce NGC 6786. W momencie odkrycia miała maksymalną jasność 17,40m.